# NGC 1990
NGC 1990 é uma nebulosa de reflexão e uma nuvem molecular na constelação de Orion. Ela está em volta de Epsilon Orionis, que a ilumina.